# Al-A'raf
al-Aʿrāf (arabisch الأعراف ‚Die Anhöhen‘, Pl. von arabisch عرف, DMG ʿurf ‚Hahnen-/Gebirgskamm, Schopf‘) ist die 7. Sure des Koran mit 206 Āyāt. Sie wurde zu Mekka geoffenbart und beinhaltet unter anderem die Prophetengeschichten von Hūd, Lot, Schuʿayb, Noah, Salih und Mose. Übersetzt heißt die Überschrift „Die Anhöhen“, die sich auf die Leute im Jenseits bezieht, die auf diesen stehen. „Die Anhöhen“ sind nach islamischer Überlieferung diejenigen Stellen, die in der Mitte zwischen dem Paradies und der Hölle sind.
In Sure 7:46 bezeichnet Hidschāb die Trennwand zwischen den Insassen der Hölle und den Bewohnern des Paradieses.